# 8560 Tsubaki
8560 Tsubaki eller 1995 SD5 är en asteroid i huvudbältet som upptäcktes den 20 september 1995 av de båda japanska astronomerna Kazuro Watanabe och Kin Endate vid Kitami-observatoriet. Den är uppkallad efter Takio Tsubaki.
Asteroiden har en diameter på ungefär 19 kilometer.